# ابیگیل برسلین
ابیگیل کسلین برسلین (به انگلیسی: Abigail Kathleen Breslin) (زاده ۱۴ آوریل ۱۹۹۶)؛ بازیگر آمریکایی است. او یکی از خردسال‌ترین کاندیداهای جایزه اسکار بوده‌است و در فیلم‌هایی چون نشانه‌ها، میس سان‌شاین کوچولو، جزیره نیم، قطعاً، شاید، نگهبان خواهرم (EN) و سرزمین زامبی‌ها بازی کرده‌است. او اولین تبلیغ بازرگانی اش را در ۳ سالگی و اولین فیلمش نشانه‌ها را در ۵ سالگی بازی کرد.

## زندگی‌نامه

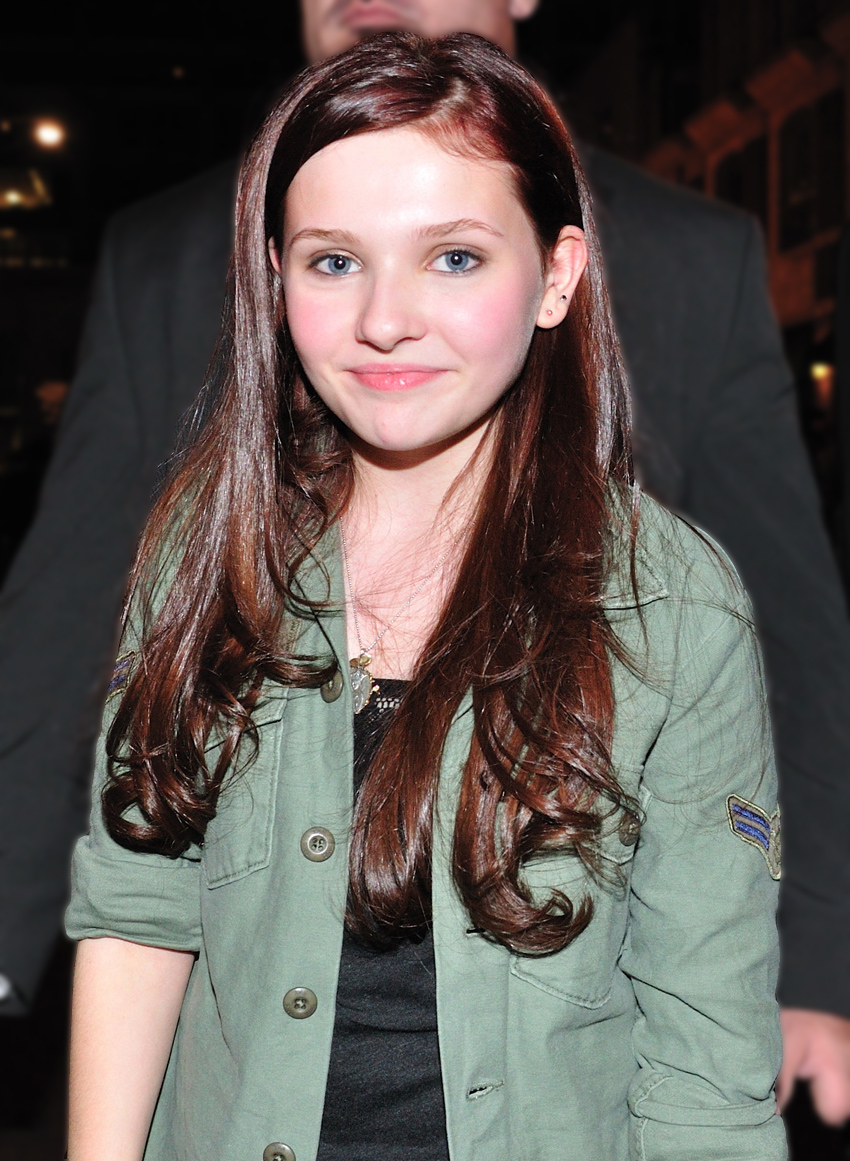
برسلین در جشنوارهٔ بین‌المللی فیلم تورنتو، ۲۰۱۰

ابیگیل برسلین در نیویورک متولد ش. مادرش کیم مدیر بود و پدرش مایکل متخصص ارتباطات، برنامه‌نویس و مشاور بود. برسلین دو برادر بزرگتر به نام‌های رایان برسلین و اسپنسر برسلین دارد که آن‌ها هم بازیگر هستند.
برسلین هم‌اکنون با خانواده‌اش در نیویورک زندگی می‌کند.

## دوران کاری

ابیگل برسلین در پوستر فیلم جزیره نیم

برسلین کارش را در ۳ سالگی شروع کرد، وقتی که در تبلیغ تویز آر آس ظاهر شد. اولین نقش سینمایی او در سال ۲۰۰۲ در فیلم علمی تخیلی هیجان انگیز نشانه‌ها بود. او در این فیلم نقش دختر کاراکتر اصلی فیلم «گراهام هس»(مل گیبسون) را بازی می‌کرد. عملکرد برسلین در این فیلم تحسین کارشناسان را برانگیخت. دو سال بعد او در فیلم سرافرازی هلن(EN) ظاهر شد، و در این فیلم به همراه برادرش اسپنسر برسلین نقش خواهر و برادر را بازی می‌کردند. او در فیلم خاطرات روزانه سلطنتی۲(EN) هم نقش کوچکی داشت. در فیلم کین(EN) او نقش یک دختر کوچک را بازی می‌کرد. او در این سال فیلم شاه بلوط(EN) را هم بازی کرد.
در سال بعد، ۲۰۰۵، فیلم تلویزیونی سیاره خانوادگی(EN) را کار کرد.
قبل از اکران فیلم میس سان‌شاین کوچولو، داکوتا فانینگ عنوان بهترین بازیگر دختر نوجوان آمریکا را در اختیار داشت اما بازی درخشان ابیگیل برسلین در آن فیلم که حتی نامزدی اسکار را در سن ۱۰ سالگی برایش به دنبال داشت این عنوان را نصیب وی نمود. خانم برسلین با ایفای نقش‌های احساسی و متفاوت در فیلم‌هایی که ربط چندانی به سینمای کودک و نوجوان ندارد از حالا به عنوان یک شبه بازیگر بزرگسال و صاحب سبک شناخته می‌شود و مرزهای جدیدی را برای حدود و توانایی ایفای نقش توسط نوجوانان در هالیوود ترسیم کرده‌است. ابیگیل برسلین با این کارنامه درخشان و بازی‌های فوق‌العاده بعید است در دام‌های هالیوود گرفتار شود مگر آنکه اتفاقات دیگری برای وی بیفتد

## فیلم‌شناسی
| سال  | نام فیلم                              | نام انگلیسی فیلم                         | نقش                          | توضیحات                       |
| ---- | ------------------------------------- | ---------------------------------------- | ---------------------------- | ----------------------------- |
| ۲۰۰۲ | نشانه‌ها                               | Signs                                    | بو هیز                       | همبازی مل گیبسون              |
| ۲۰۰۲ | شکاف                                  | Hack                                     | کایلا آدامز                  | یک قسمت                       |
| ۲۰۰۲ | چرا تو رو دوست دارم                   | What I Like About You                    | جوسی                         | یک قسمت                       |
| ۲۰۰۴ | بزرگ کردن هلن                         | Raising Helen                            | سارا دیویس                   | همبازی کیت هادسون             |
| ۲۰۰۴ | دفتر خاطرات شاهدخت ۲                  | The Princess Diaries 2: Royal Engagement | دختر هنرپیشه کارولینایی      | همبازی آن هاتاوی              |
| ۲۰۰۴ | کین                                   | Keane                                    | کارلا بدیک                   | همبازی دامین لوئیس            |
| ۲۰۰۴ | سریال قانون و نظم: واحد قربانیان ویژه | Law & Order: Special Victims Unit        | پتی برانسون                  | یک قسمت                       |
| ۲۰۰۴ | ان.سی.آی. اس                          | NCIS                                     | سندی واتسون                  | یک قسمت                       |
| ۲۰۰۴ | شاه بلوط                              | Chestnut: Hero of Central Park           | ری                           |                               |
| ۲۰۰۵ | سیاره خانوادگی                        | Family Plan                              | نیکول                        | همبازی توری اسپلینگ           |
| ۲۰۰۶ | میس سان‌شاین کوچولو                    | Little Miss Sunshine                     | الیور هوور                   | همبازی آلن آرکین و استیو کارل |
| ۲۰۰۶ | ارواح نجواگر                          | Ghost Whisperer                          | سارا آپلیت                   | یک قسمت                       |
| ۲۰۰۶ | آناتومی گری                           | Grey's Anatomy                           | مگان کلور                    | یک قسمت                       |
| ۲۰۰۶ | هدیه نهایی                            | The Ultimate Gift                        | امیلی رز                     | همبازی جیمز گارنر             |
| ۲۰۰۶ | بابا نوئل ۳                           | The Santa Clause 3: The Escape Clause    | تریس                         | همبازی تیم آلن                |
| ۲۰۰۶ | هواپیمایی هاپوها                      | Air Buddies                              | صدای رزبود                   |                               |
| ۲۰۰۷ | بدون رزرو                             | No Reservations                          | زوئی                         | همبازی کاترین زتا جونز        |
| ۲۰۰۸ | قطعاً، شاید                            | Definitely, Maybe                        | مایا هیز                     | همبازی رایان رینولدز          |
| ۲۰۰۸ | جزیره نیم                             | Nim's Island                             | نیم رزی                      | همبازی جودی فاستر             |
| ۲۰۰۸ | کیت کیترج: یک دختر آمریکایی           | Kit Kittredge: An American Girl          | مارگارت میلدرد (کیت کیتردیگ) |                               |
| ۲۰۰۹ | نگهبان خواهر من                       | My Sister's Keeper                       | آندرومدئا فیتزجرارد          | همبازی کامرون دیاز            |
| ۲۰۰۹ | سرزمین زامبی‌ها                        | Zombieland                               | راک کوچولو                   | همبازی وودی هارلسون           |
| ۲۰۱۰ | کاوش کوانتومی: سفر فضایی کاسینی       | Quantum Quest: A Cassini Space Odyssey   | صدای جینا                    |                               |
| ۲۰۱۱ | جینی جونز                             | Janie Jones                              | جینی جونز                    |                               |
| ۲۰۱۱ | رنگو                                  | Rango                                    | Priscilla                    | Voice                         |
| ۲۰۱۱ | شب سال نو                             | Hailey Doyle                             |                              |                               |
| ۲۰۱۱ | Zambezia                              | Zoe                                      | Voice                        |                               |
| ۲۰۱۳ | تماس                                  | Casey Welson                             |                              |                               |
| ۲۰۱۳ | جن‌زده                                 | Lisa Johnson                             |                              |                               |
| ۲۰۱۳ | بازی اندر                             | Valentine Wiggin                         |                              |                               |
| ۲۰۱۳ | آگوست: اوسیج کانتی                    | Jean Fordham                             |                              |                               |
| ۲۰۱۴ | خون شریر                              | Hannah Lee                               | فیلم ویدئویی                 |                               |
| ۲۰۱۴ | خواهران کامل                          | Sandra Andersen                          |                              |                               |
| ۲۰۱۵ | مگی                                   | Maggie Vogel                             |                              |                               |
| ۲۰۱۵ | دختر نهایی                            | Veronica                                 |                              |                               |
| ۲۰۱۶ | شرکت ترس                              | Jennifer                                 |                              |                               |
| ۲۰۱۷ | نمایش عجیب و غریب                     | Lynette                                  |                              |                               |
| ۲۰۱۷ | رقص کثیف                              | Frances "Baby" Houseman                  | فیلم تلویزیونی               |                               |
| ۲۰۱۹ | سرزمین زامبی‌ها: شلیک نهایی            | Little Rock                              |                              |                               |
| ۲۰۲۱ | استیل‌واتر                             | Allison Baker                            |                              |                               |
| ۲۰۲۲ | قاتلان                                | Jules                                    |                              |                               |
| ۲۰۲۴ | طبقه‌بندی‌شده                           | کیسی واکر                                |                              |                               |

## جوایز

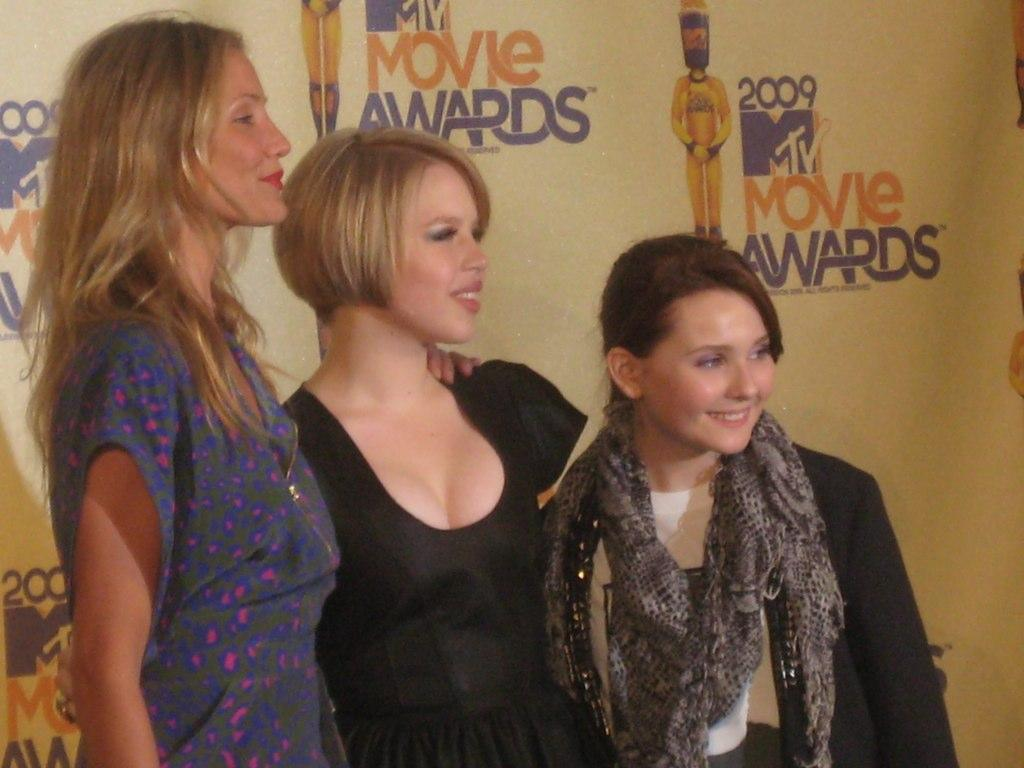
ابیگیل برسلین به همراه کامرون دیاز و سوفیا وسلیوا

- نامزد جایزه اسکار بهترین بازیگر نقش مکمل زن برای فیلم میس سان‌شاین کوچولو.
- نامزد جایزه بفتا بهترین بازیگر نقش مکمل زن برای فیلم میس سان‌شاین کوچولو.
- برنده جایزه بهترین بازیگر جوان انجمن منتقدان سینمایی برای فیلم میس سان‌شاین کوچولو.
- نامزد جایزه منتقدان فیلم شیکاگو بهترین بازیگر نقش مکمل زن برای فیلم میس سان‌شاین کوچولو.
- نامزد جایزه بهترین پدیده جدید جوایز امپایر انگلیس برای فیلم میس سان‌شاین کوچولو.
- نامزد مشترک جایزه گاتهام بهترین گروه بازیگری برای فیلم میس سان‌شاین کوچولو.
- برنده جایزه منتقدان فیلم لس آنجلس بهترین بازیگر جوان برای فیلم میس سان‌شاین کوچولو.
- نامزد جایزه ام تی وی بهترین هنرپیشه جوان برای فیلم میس سان‌شاین کوچولو.
- برنده جایزه انجمن منتقدان اینترنتی بهترین بازیگر نقش مکمل زن برای فیلم میس سان‌شاین کوچولو.
- برنده جوایز انجمن منتقدان سینمایی فینیکس بهترین بازیگر نقش مکمل جوان و بهترین گروه بازیگری برای فیلم میس سان‌شاین کوچولو، و نامزد جایزه بهترین بازیگر نقش مکمل جوان این انجمن برای فیلم نشانه‌ها.
- نامزد جایزه سیاتل بهترین بازیگر نقش مکمل زن برای فیلم میس سان‌شاین کوچولو.
- برنده مشترک جایزه انجمن بازیگران آمریکا بهترین گروه بازیگری برای فیلم میس سان‌شاین کوچولو و نامزد جایزه بهترین بازیگر نقش مکمل زن این انجمن برای همین فیلم.
- نامزد جایزه منتخبان جوان بهترین بازیگر زن فیلم‌های اکشن برای فیلم جزیره نیم.
- برنده جایزه بهترین بازیگر زن جشنواره فیلم توکیو برای فیلم میس سان‌شاین کوچولو. برنده جایزه بازیگران جوان بهترین بازیگر جوان برای فیلم میس سان‌شاین کوچولو و برنده جایزه بهترین گروه بازیگران نوجوان این جوایز برای فیلم کیت کیتردیگ: یک دختر آمریکایی و ۳ نامزدی دیگر این جوایز برای فیلم‌های نشانه‌ها، رزرو نمی‌کنیم و کیت کیتردیگ: یک دختر آمریکایی.
- برنده جایزه هالیوود جوان بهترین پدیده سال ۲۰۰۹.[۲]